# Zola összes művei

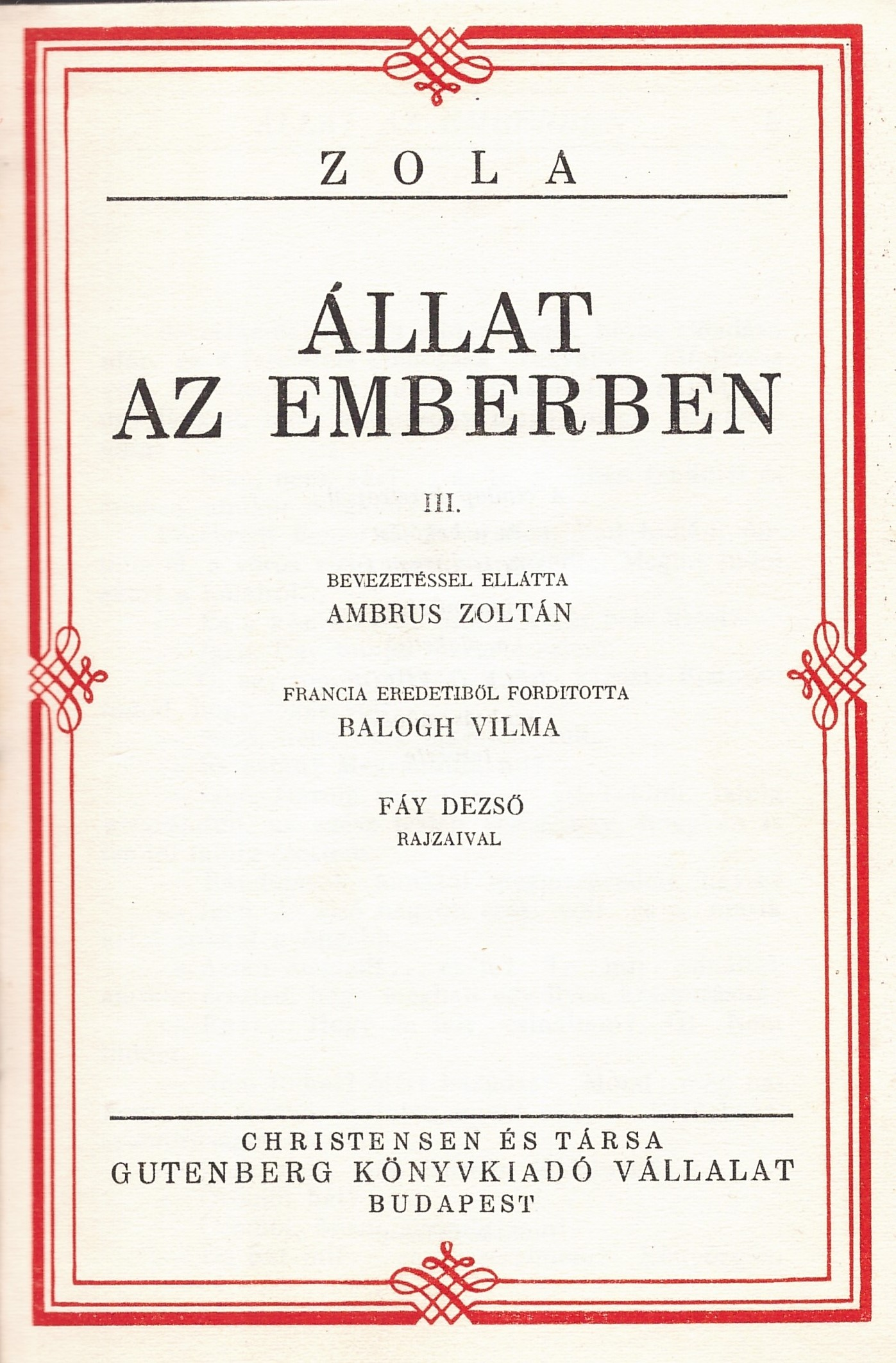
Egy kötet címlapja a címlapdíszekkel

A Zola összes művei egy magyar könyvsorozat volt, amely Émile Zola (1840–1902) francia író műveit díszes kötéssel és bevezető tanulmányokkal ellátva jelentette meg 1929–1932 között (tervezetük szerint 32 kötetben).

## Története
A köteteket Ambrus Zoltán rendezte sajtó alá, és a bevezető tanulmányok legtöbbjét is ő írta. A sorozat kiadója a Christensen és Társa és a Gutenberg Könyvkiadó Vállalat Rt. volt. A címlap és borító keretrajzát, a bekötést Végh Gusztáv iparművész, a külső borító aranyozott dombornyomású plakettjét Beck Ö. Fülöp szobrászművész tervezte.
A Gutenberg Kiadó 1928 folyamán pereket folytatott a kiadási jogról a Révai Testvérek és a Wodianer Könyvkiadó céggel is, akik egyes kötetekre korábban jogot szereztek, de a döntések az ő javukra záródtak.
1928-ban szinte az összes jelentős fővárosi és vidéki lapban (Kis Ujság, Brassói Lapok, Miskolci Reggeli Hírlap, Friss Ujság, Ellenzék, Kárpáti Hiradó, Uj Somogy, Uj Barázda, Nemzeti Sport, Az Ujság, Pesti Napló, Az Est és még hosszan folytatható a sor) akciót hirdettek a könyvek ingyenes megszerzésére azok számára, akik az illető napilapban közzétett szelvényt kivágva visszaküldik a kiadónak.

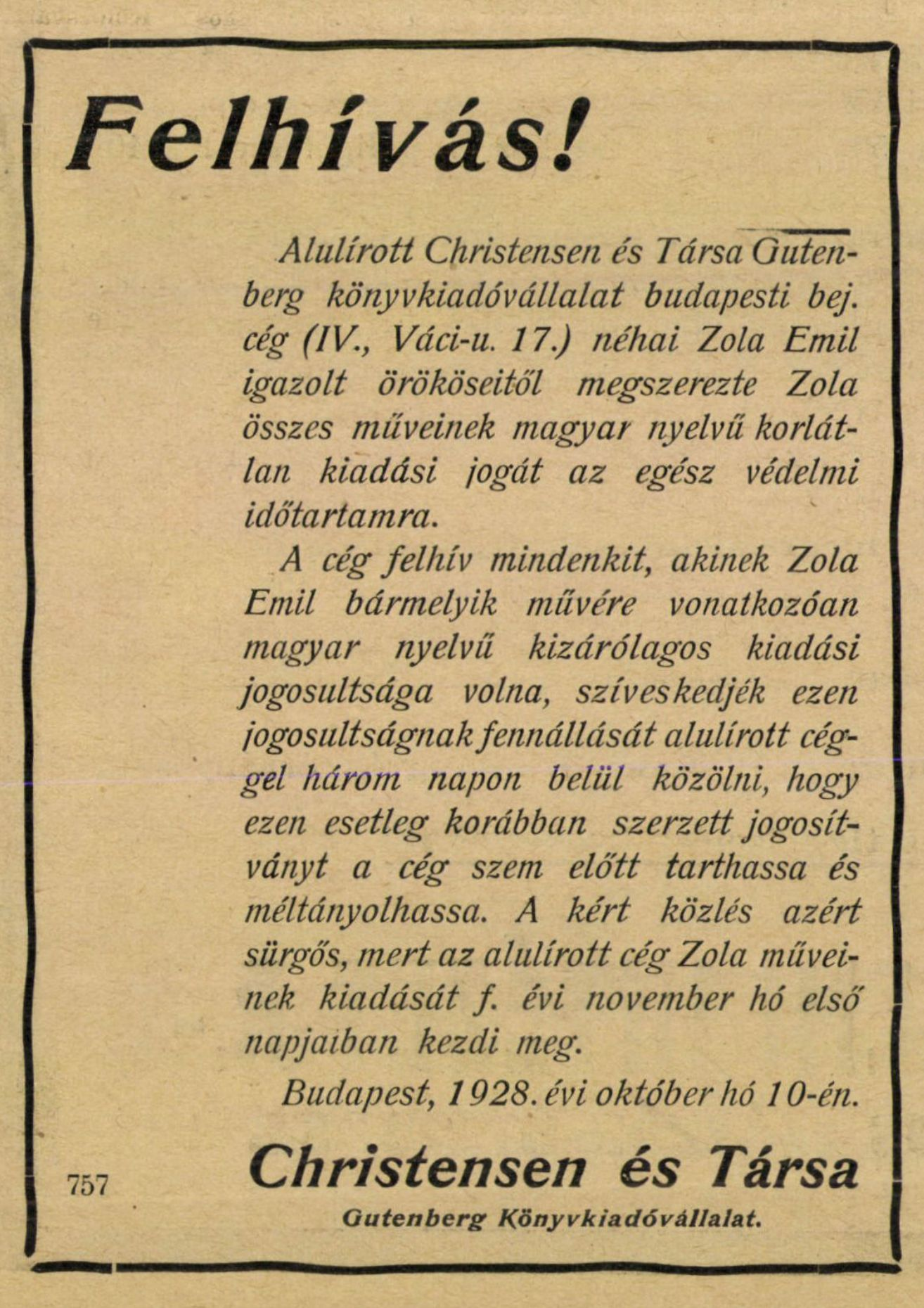
Corvina hirdetés Gutenberg Kiadó jogokról, 1928

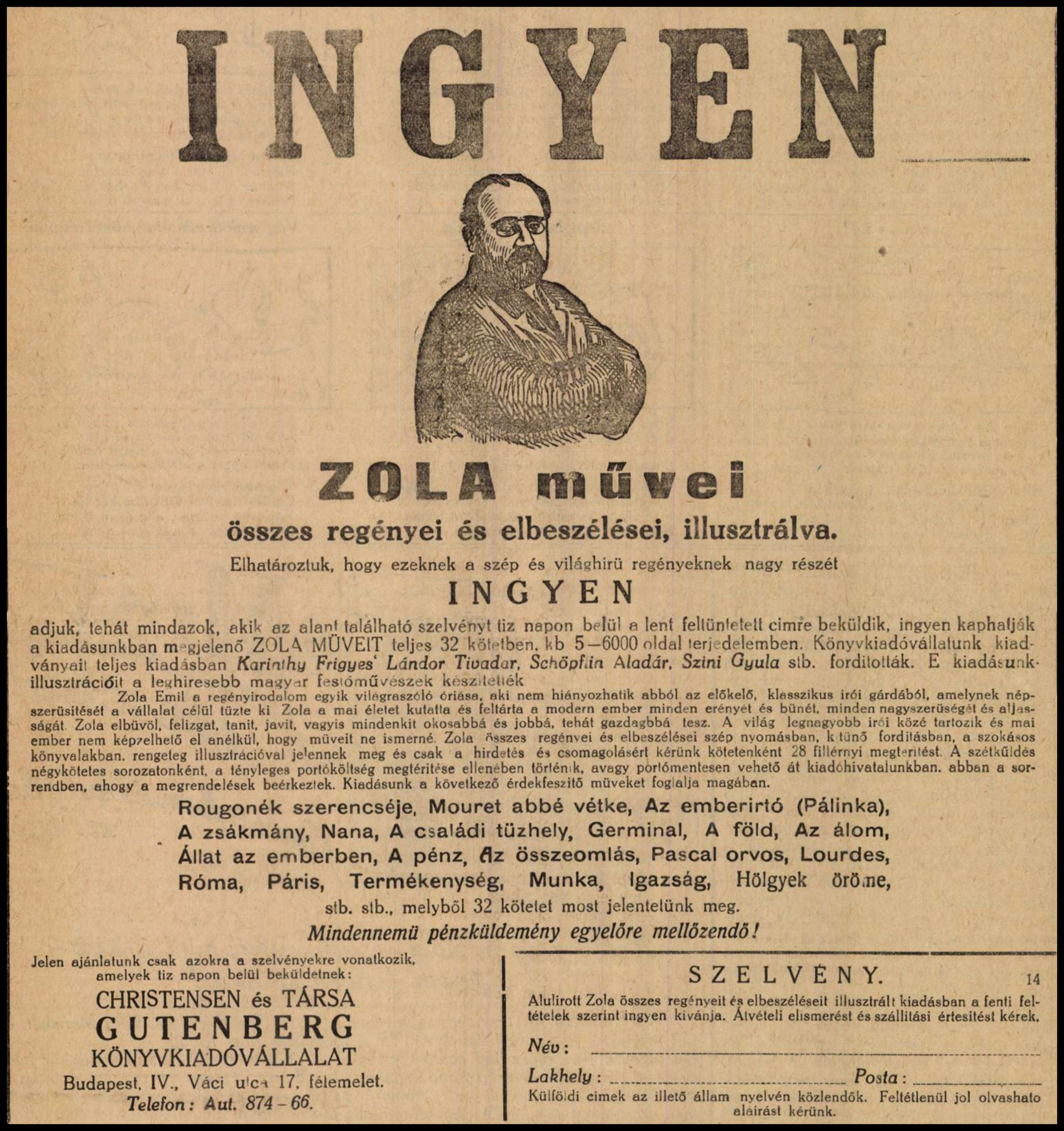
1928. évi reklámja a Zola összes kiadás ingyenességének a magyar lapokban

Amint közleményükben írták, nagyon sikeres volt a felhívás, és kellő reklámot teremtettek a sorozatnak:
„— (Zola művei.) Lapunk mai számának mellékletén feltűnést kelt az a hirdetés, hogy a világhírű francia regényíró, Zola Emil művei ingyen kerülnek a nagyközönség kezébe, ami nemcsak a magyar könyvpiacon, de az egész világon a szenzáció erejével hatott. Az élet nagy regényírójának hatalmas izgalmas műveit, mint a hozzánk érkező rendelések bizonyítják, mindenki sietve igyekszik megszerezni, hogy könyvtárában méltó polcra helyezze. Aki tehát ingyen, a hirdetésben megjelölt módon akar Zola műveihez jutni, vágja ki a lapunkban megjelent szelvényt és küldje be Zola műveinek kiadójához, a Gutenberg-vállalathoz (Budapest, IV., Váci-utca 17.), ahol a 32 kötetre tervezett első ciklus megkezdte diadalmas útját a nagyközönséghez. Megjegyezzük, hogy a szelvényt a főlapon is közöljük, nehogy a szép képes mellékletet kelljen az olvasónak kivágnia.
Visszatekintve: A Gutenberg cég a többi kiadó által erősen támadott ingyenes akciójával – még ha a sorozat ingyen változata minőségileg kifogásolható volt is –, a gazdasági válság közepén a klasszikusok közreadása révén tiszteletre méltó közművelődési feladatot látott el.
A sorozatnak máig nincs fakszimile kiadása, azonban mind egyes kötetei, mind a teljes sorozat keresett tétel az elektronikus könyvkereskedelmi és árverési oldalakon.

## Részei
A sorozat a következő köteteket tartalmazta:
- Germinal I–III, Sajtó alá rend. és bev. Ambrus Zoltán. Ford. Sztrókay Kálmán. Illusztrálta Weszely Norbert. [1928 k.] / Chabre úr osztrigái (Les coquillages de Mr. Chabre). Sajtó alá rend. Ambrus Zoltán. Ford. Éber László. (277)–350. lap [1928 k.] – két kötetben
- A föld (La terre) I–IV. Bev. Ambrus Zoltán. Ford. Havas József. Ill. Hampel József. 354, 288 lap / A láthatatlan Neigeon ur, 289–325. lap, 1929. Két kötet
- Nana. I–III. Sajtó alá rendezte Ambrus Zoltán. Az életrajzot írta Denise Zola Madame le Blond. Ford. Csillay Kálmán. Weszely Norbert rajzaival. XVI, 196 ; (197)–336 ; 242, (2) lap, 1929. / Az emberirtó (L'assommoir). I–III. Sajtó alá rendezte Ambrus Zoltán. Ford. Szini Gyula. Conrad Gyula rajzaival. (245)–366, (1); 168; (169)–415 lap, 1929. Három kötetben.
- Az összeomlás (La débâcle). I–II. Sajtó alá rendezte Ambrus Zoltán. Ford. Schöner Dezső. Zádor István rajzaival. 165; (167)–294 lap, 1929
- Az összeomlás (La débâcle) Bev. ellátta Ambrus Zoltán. Ford. Schöner Dezső. III–IV. köt. 359 lap, 1929
- Szerelem. (Une page d'amour) Bev. ellátta Ambrus Zoltán. Ford. Gergely Győző. Conrad Gyula rajzaival. I–II. köt. 381 lap, ill. 1929. Egy kötetben
- A pénz (L'argent) Bev. ellátta Ambrus Zoltán. Ford. Salgó Ernő. I–II. köt. 370 lap, III. köt. 185 lap, ill. 1929. Novellák két kötetben / A coquevillei muri (La fête à Coqueville) és egyéb elbeszélések. Ford. Éber László. Conrad Gyula rajzaival. (189)–352, (2) lap, ill. 1929
- Hölgyek öröme (Au bonheur des dames) Ford. Éber László. Bev. ellátta Ambrus Zoltán. I–II. köt. 336 lap, III. köt 192 lap, ill. 1930 / Nantas. Ford. Éber László. (193)–296. lap, ill. 1930
- Pascal orvos. (Le docteur Pascal) Ford. Csillay Kálmán. Bev. ellátta Ambrus Zoltán. I–II. köt. 345 lap, III. köt. 99 lap, ill. 1930 / Az álom. (Le rève) Ford. Ottlik Pálma. Bevezetéssel ellátta Ambrus Zoltán. (101)–349 lap, ill. 1930
- Rougonék szerencséje (La fortune des Rougon) Ford. Kardos László. I–II. köt. 296 lap — III. köt. 135 lap, 1930 / Mesék Ninonnak (Contes á Ninon) Ford. Salgó Ernő. (137)–298 lap, 2-2 köt. Egybekötve P 2,85, 1930
- Plassans meghódítása. (La conquête de Plassans). Sajtó alá rendezte és bevezetéssel ellátta Ambrus Zoltán. Ford. Csillay Kálmán. I–II. köt. 293 lap, III. köt. Ford. Csillay Kálmán. 168 lap. 1930. / Jacques Damour. Ford. Éber László (Nais Micoulin). Ford. Éber László. [169]–297., lap, 1930 / Stendhal. Ford. Salgó Ernő. (169)–297, (2) 1. 2–2 köt. Előbbiekkel egybekötve, 1930
- Állat az emberben. Ford. Balogh Vilma. Bev. Ambrus Zoltán. Fáy Dezső rajzaival. I–II. köt. 272 lap, III. köt. 160 lap, ill. 1930 / Emlékek. Jean Gourdon négy napja. Ford. Salgó Ernő. (161)–271, (2) lap, 1930
- Páris gyomra. (Le ventre de Paris) Ford. Szini Gyula. Bev. Ambrus Zoltán. I–II. köt. 272 lap, ill., III. köt. 138 lap, ill. 1930 / Flaubert. Daudet. Ford. Salgó Ernő. (139)—263 lap, 1930
- A mestermű (L'oeuvre) I–IV.; Bev. ellátta Ambrus Zoltán. Ford. Gergely Győző és Németh Andor. Zádor Jenő rajzaival. I–II. köt. 241 lap — III–IV. köt. 285 lap, ill. — Kötve. 1931. Két kötet
- A zsákmány (La curée) I–III. Bev. ellátta Ambrus Zoltán. Ford. Lándor Tivadar és Németh Andor. I–II. köt. 272 lap, III. köt. 87 lap, 1931 Elbeszélések. Ford. Salgó Ernő. 177 lap, 1931. Két kötetben
- Családi tűzhely (Pot-bouille) Bev. ellátta Ambrus Zoltán. Ford. Balogh Vilma, Gergely Győző. I–II. köt. 283 lap, III–IV. köt. 256 lap, ill. 1931. Két kötetben
- Az élet öröme (La joie de vivre). I–III. Bev. ellátta Ambrus Zoltán. Ford. Balog L. Vilma és Gellért Hugó. I–II. köt. 283 lap — III. köt. 158 lap, 1931 / Tanulmányok. Ford. Salgó Ernő. IV. köt. (Viktória ny.) (161)–264 lap, 1931
- Mouret abbé vétke (La faute de l'abbé Mouret) I–IV. Bev. Ambrus Zoltán. Ford. Gellért Hugó és Németh Andor, Balogh Vilma. I–II. köt. 262 lap — III–IV. köt. 303 lap, 1931
- A négy evangélium. Munka. (Travail) Ford. Lengyelné Vértes Lenke. Rübsam-Anhalzer Olga rajzaival. I–II. köt. 230 lap — III–IV. köt. 241 lap, ill. 1932
- A négy evangélium. Igazság. I–II. köt. Ford. Németh Andor. 271 lap. III–IV. 250 lap. V–VI. 232 lap. VII–VIII. köt. Ford. Sziklay János. 250 lap, 1932 Négy kötetben
- Rougon kegyelmes úr (Son Excellence Eugène Rougon). I–IV. köt. Ford. Csillay Kálmán, Balogh Vilma. Két kötetben, 268, 253 lap. [1928 és 1932 között]

Érdekes kultúrtörténeti adalék, hogy a szentszéki Kúria 1922-ben kiadott, majd 1948-ban újra megjelentetett „Index”-e 349 oldalon közölte a tilalmi listára vett szerzőket és műveket. A felsoroltak listáján szerepelt: Aretino, Balzac (összes művei), Bergson, Giordano Bruno, Descartes, D’Annunzio (összes drámai munkája), mindkét Dumas, Flaubert, Heine, Victor Hugo, Kant, Lessing, Pascal, Racine, Rousseau (összes művei), George Sand, Spinoza, Taine, Talleyrand, Voltaire (összes művei) és köztük Zola (összes művei) is.